# Principio di verità
Il principio di verità (o anche principio di precisione) è un principio che trova applicazione nella redazione del bilancio d'esercizio. Il principio di verità e il principio di chiarezza rappresentano i principi fondamentali ai quali sono ricondotti tutti gli altri principi giuridici e tecnici di bilancio. Per questo motivo questi due principi sono definiti principi fondamentali o postulati di bilancio.

## Disciplina legislativa

### Italia
Nell'ordinamento italiano, i principi fondamentali sono contenuti nell'art. 2423 del codice civile. In particolare l'art. 2423 del codice civile stabilisce che «dal bilancio e dal conto dei profitti e delle perdite devono risultare con chiarezza e precisione la situazione patrimoniale della società e gli utili conseguiti e le perdite sofferte».
Il mancato rispetto di questo principio può comportare il falso in bilancio.